# Мартинович Порфирій Денисович

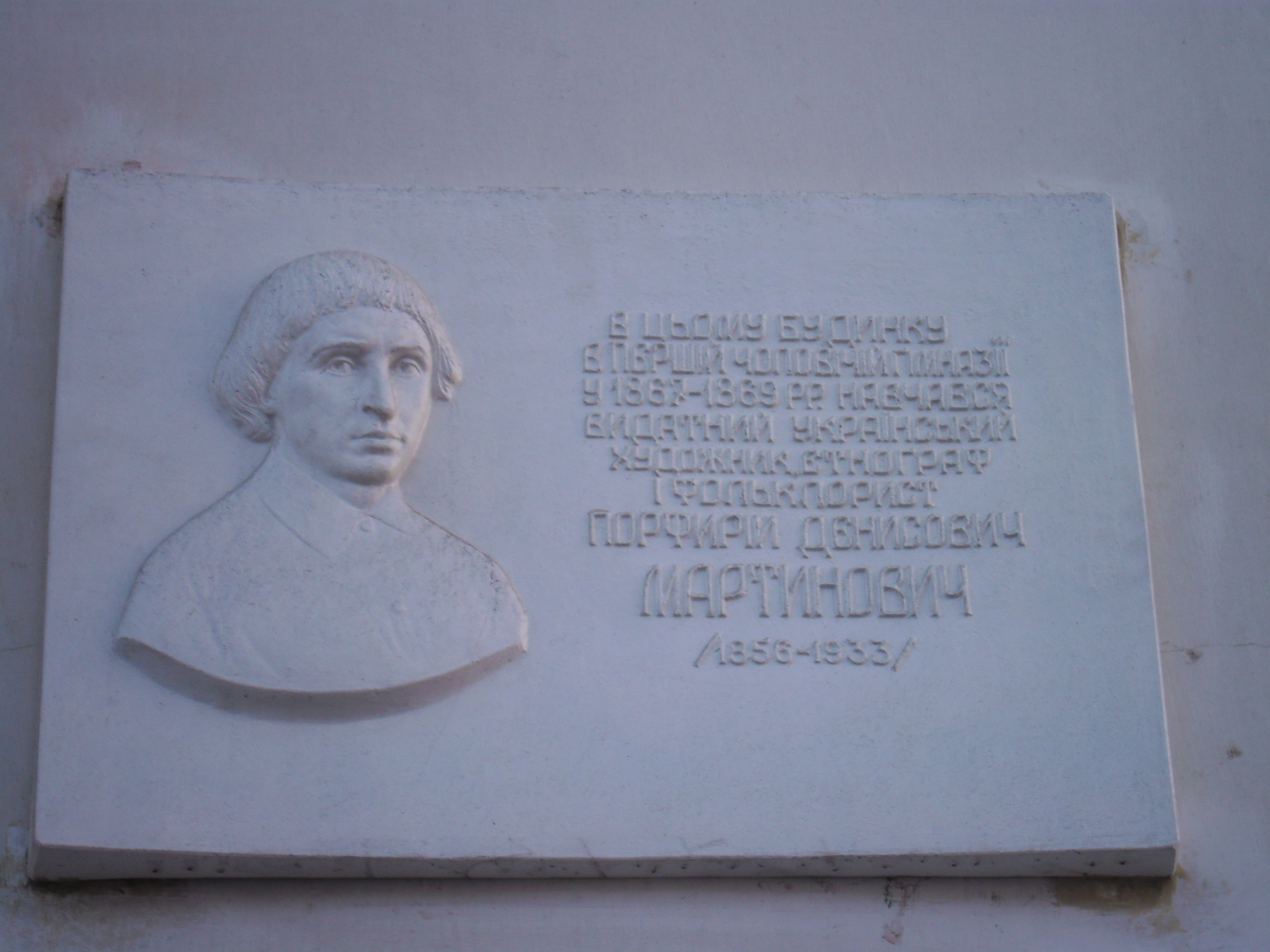
Меморіальна дошка в Харкові

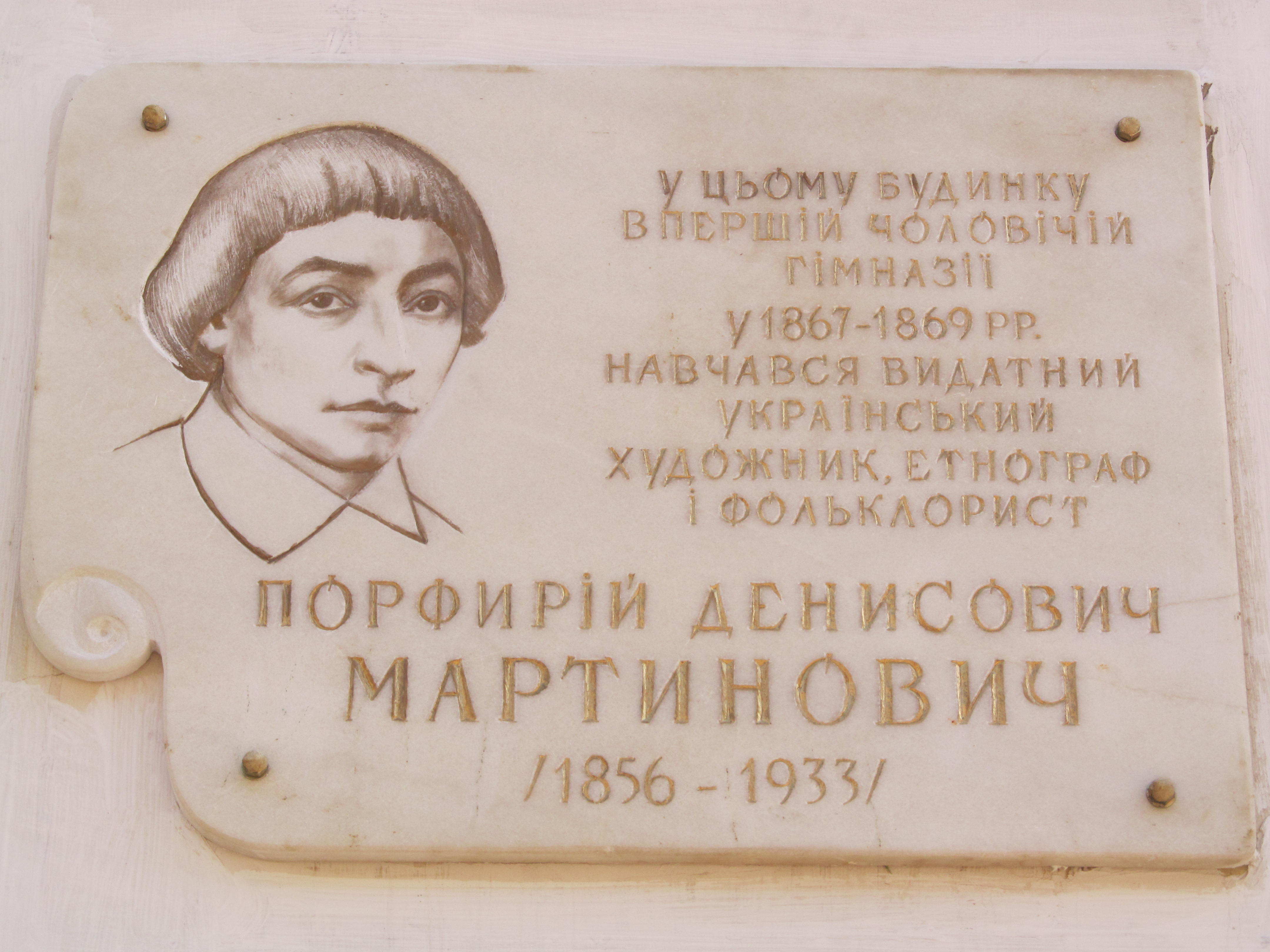
Меморіальна дошка в Харкові

Порфи́рій Дени́сович Мартино́вич (24 лютого (7 березня) 1856, Стрюківці, Костянтиноградський повіт, Полтавська губернія, Російська імперія — 15 грудня 1933, Красноград, Українська РСР, СРСР) — український живописець, графік, фольклорист і етнограф.

## Життєпис
Народився 24 лютого (7 березня) 1856 в с. Стрюківці Костянтиноградського повіту Полтавської губернії (тепер Красноградський район Харківської області) в родині земського службовця. Його батько — Денис Іванович Мартинович — походив зі священницької родини, працював службовцем Полтавської консисторії, а згодом — Костянтиноградського земського суду. Мати — Аграфена Кирилівна Ольшанська — походила з родини стрюківського диякона. Крім Порфирія, у родині Мартиновичів було шестеро дітей. Дитинство і більшу частину життя Порфирій Мартинович провів у м. Костянтинограді (тепер м. Красноград).
У 1866—1867 роках навчається у Костянтиноградському пансіоні.
У 1867—1869 — навчання у Першій харківській класичній гімназії. Завдяки кропіткій роботі гімназійних викладачів Гаврила Івановича Нестеренка, Павла Петровича Герасименка у хлопця було розвинуто природний потяг до мистецтва, малювання. Навчаючись у Першій класичні й гімназії П. Мартинович бере уроки малярства у визначних харківських художників — Дометія Йосиповича Ланевського та Дмитра Івановича Безперчого.
У 1869—1872 — навчання у Харківській прогімназії (Третя харківська гімназія). П.Мартинович бере уроки малювання у художника Митрофана Феотистовича Плотнікова, який готує його до вступу в Петербурзьку Академію мистецтв.
У 1872—1873 роках навчається в Костянтиноградському повітовому (уїзному) училищі, після закінчення якого отримує диплом, що давав переваги при вступі у виші навчальні заклади.
У 1873 на «відмінно» складає іспити і зараховується на перший курс Петербурзької Академії мистецтв. Навчається разом з українськими художниками С. Васильківським, М. Самокишем, О. Сластьоном. Користується опікою живописця Івана Миколайовича Крамського, який допомагає молодому художнику у навчанні і побуті.
Під час літніх вакацій (1874—1880 рр.) мандрує селами і містечками Полтавщини, Харківщини та Чернігівщини, збирає унікальні етнографічні матеріали, невтомно замальовує типи традиційного українського побуту, творить високохудожні роботи — портрети, картини, ескізи. До золотого фонду українського та світового мистецтва увійшли десятки унікальних робіт визначного художника. Серед них — «Кобзар Іван Кравченко (Крюковський)» (1876), «Оксана Бурштримиха» (1875), «Петро Тарасенко» (1875), «Кобзар Тихон Магадин із села Бубни» (1876), «Кобзар Хведір Гриценко (Холодний)» (1875), «Чумак Мигаль з Вереміївки» (1880), «Голова дівчини» (1877), ілюстрації до народних пісень, до думи «Про трьох братів Озівських» (1876), до книги І. Котляревського «Енеїда» (1873—1874) та інші.
У 1870–1880-х роках повні соціального значення й естетичного наповнення роботи П. Мартиновича: «Казенка» (1879), «У волосного пристава» (1879), «Баби печуть хліб» (1877—1880) входили до переліку обов'язкових до вивчення творів в середніх і вищих навчальних художніх закладах.
У 1877 році за визначні успіхи в малярстві Порфирій Мартинович отримав велику срібну медаль Петербурзької академії мистецтв.
Навчаючись у Петербурзі, бере активну участь у житті української громади міста, як художник-оформлювач і бандурист підтримує культурні заходи, концерти, художні виставки земляків. Серед яких, зокрема, засновані Миколою Лисенком «Слов'янські етнографічні концерти», де демонструє серію своїх ілюстрацій до народних дум, а також виступає як поводар відомого українського кобзаря Остапа Вересая.
Паралельно з мистецькою діяльністю поглиблено займається збором етнографічного та фольклорного матеріалу Лівобережної України, зокрема Харківщини і Полтавщини.
У 1879 році смерть батька й відповідно погіршення матеріального стану, цькування керівництва Академії через небажання слідувати встановленим канонам (з додаванням української жанровості, яку не сприймали в Академії) призвели до того, що Мартинович занедужав на тяжку нервову хворобу, яка змусила митця залишити навчання в Петербурзькій Академії мистецтв, а згодом й повністю відійти від активної художньої практики. Він майже рік лікувався у лікарні для душевного хворих С-Петербургу.
З 1890 року остаточно перестав малювати. Проте перервана кар'єра художника не вплинула на діяльність Порфирія Мартиновича у галузі дослідження і збереження традиційної народної культури. Здійснені польові дослідження одразу викликали захоплення і високу оцінку наукового світу, сприяли його становленню як визначного фольклориста й дослідника традиційної культури. З кінця 1870-х років і до початку 1930-х років ім'я Порфирія Мартиновича стає одним із найбільш авторитетних і найвідоміших українських фольклористів, чиє ім'я цитується практично в кожному профільному вітчизняному дослідженні того часу.
Промовистими є свідчення В. Харкова з листа до Климентія Квітки: «Бесіда з Мартиновичем мене томила три дні. Він дуже охоче говорив, я не вважав би його за божевільного. Говорить до діла. Співає. Дуже пам'яткий на мелодії не тільки дум та псальом (в різних редакціях від різних співців, яких він знає), але й веснянок та весільних. Вражіння божевільности в ньому справляє власне незвичайно вузький кругогляд, в якім він обертається разом зі своїм етнографічним багажем. [П]ропорційно до затраченого часу від нього я небагато дізнався. Але, думаю, побачив хоч дещо у кривому зеркалі відображення укр[аїнського] етнографа ХІХ ст. Адже ж він, видно, свого часу був неостаннім чоловіком межи ними. Вивідати від нього можна чимало, але вивідавши треба по змозі перевірити» Прикро, але приводом до приписування Мартиновичу психічної хвороби могли стати його наполегливі домагання доповісти Президії ВУАН про результати своїх спроб відтворити записами зміст Вустиянських книг
Як дослідник народної творчості П.Мартинович створює свій особливий т. зв. «емпатичний» метод збору й опрацювання фольклорного матеріалу, а також пропонує авторську методику лабораторного відтворення і природної реконструкції традиційної культурної спадщини у сучасну пору.
Записи Порфирія Мартиновича 1873—1933 рр. (1400 одиниць) на сьогодні лишаються авторитетними першоджерелами для багатьох дослідників традиційної культури світу й складають важливу частину рукописного фонду Інституту мистецтвознавства, фольклористики та етнології ім. Максима Рильського НАН України, де вони нині зберігаються.
Деякі з фольклорних матеріалів Порфирія Мартиновича публікувалися на сторінках науково-популярного часопису «Киевская старина». У 1906 році виходить друком видання «Українські записи Порфирія Мартиновича», яке згодом було перевидане (Харків, 1922).
Напочатку 1900-х років виникає інтерес до творчості художника. Влаштовуються ретроспективні виставки, що освітлюють його творчість: Полтавська (1903 рік), Київська (1911 рік).
У 1922 році стає ініціатором і одним із організаторів Красноградського краєзнавчого музею, для якого передав свою народознавчу колекцію і частину своїх художніх робіт.
У 1922—1933 роках працює науковим співробітником Красноградського краєзнавчого музею.
У 1930 Харківський державний музей українського мистецтва (нині Харківський художній музей) організував виставку художніх робіт Порфирія Мартиновича. Ця виставка стала визначною культурною подією тодішнього культурного життя — адже на ній вперше експонувалося понад 150 робіт художника. Після закриття експозиції П. Д. Мартинович більшість своїх робіт подарував Харківському художньому музею.
Коли у 1932 року на Красноградщині розпочався голод, що був частиною Великого Голодомору, Порфирій Мартинович весь свій гонорар роздавав вмираючим селянам. Твердо вирішивши поділити трагічну долю своїх земляків, Мартинович помер від голоду 15 грудня 1933 року в рідній хаті. Це один із небагатьох городян-інтелігентів, який розділив долю з селянством.

## Спадщина
Художня спадщина нині зберігається в Національному художньому музеї (Київ), художніх музеях Харкова, Сум, Дніпра.
Могила Порфирія Мартиновича у Краснограді часто відвідується шанувальниками традиційної культури, митцями, музикантами, сучасними подвижниками автентичного виконавства на кобзарських інструментах.
У грудні 2006 року до 150-річчя з Дня народження визначного митця у Харкові проведена Всеукраїнська науково-практична конференція «Порфирій Мартинович і сучасність».
На пошану Порфирія Мартиновича у Харкові й Києві відбуваються щорічні концерти традиційного музикування, які збирають виконавців на автентичних музичних інструментах з України та інших країн світу.

## Твори
- Ілюстрації до поеми Івана Котляревського «Енеїда» (1873—1874).
- Картини «Казенка», «У волосного пристава» (обидві — 1879), «Баби печуть хліб» (1877—1880),
- Особливо вагомий внесок зробив П. Д. Мартинович у розвиток українського реалістичного портрета. На рубежі 1870-80-х рр. він виконав у с. Вереміївці на Полтавщині серію портретних зображень селян і селянок, чим продовжив традицію, започатковану ще в 1850-х рр. Л. М. Жемчужниковим — автором серії портретів селян і селянок Чернігівщини. Однак, якщо твори Л. М. Жемчужникова за своїм характером не виходять за рамки поширеного в ті часи етнографізму, то портрети П. Д. Мартиновича з етнографізмом мають уже значно менше спільного. Художник підкреслено аналітичного складу, вихований на принципах реалістичного мистецтва передвижників, П. Д. Мартинович основне своє завдання вбачав не в детальному виписуванні характерних рис типажу і одягу персонажів, а в створенні правдивих, соціально і психологічно окреслених образів селян, в глибокому розкритті їхнього внутрішнього світу.

Переважна більшість селянських портретів П. Д. Мартиновича вереміївського циклу — твори графічні. Однак є серед них і кілька живописних, олійних, зокрема «Портрет чумака Федора Мигаля» (1877) та «Портрет Олекси Бондаря» (1880).
Праці з фольклору та етнографії.
З ініціативи Мартиновича у Краснограді було засновано краєзнавчий музей, який зараз носить його
ім³я

### «Казенка», 1877
Оригінал картини не зберігся, певну уяву про неї дають лише спогади сучасників художника та етюд, що належить Державному музеєві українського образотворчого мистецтва в Києві.
«Казенки» — твір великої викривальної сили. В картині з безкомпромісною правдивістю показано, в яких нелюдських умовах доводилося мешкати матеріально незабезпеченим учням Академії у зовсім не пристосованих для житла конурах академічного гуртожитку, так званих «казенках», де не було ні опалення, ні освітлення, ні меблів. Живучи в таких умовах, студенти, за свідченням О. Г. Сластіона — співучня П. Д. Мартиновича по навчанню в Академії — «…або ж витримували страшні муки голоду, або ж зразу застуджувались, набуваючи собі смертельних хвороб…».
Виконана на високому мистецькому рівні, картина під назвою «Приміщення учнів у імператорській Академії художеств» була виставлена у 1880 році на 8-й пересувній виставці, куди вона була прийнята за сприяння І. М. Крамського, і мала великий успіх у глядачів. Картина викликала гострий конфлікт між адміністрацією виставки і керівництвом Академії, яке вимагало вилучення картини з експозиції. Після тривалих суперечок картина все ж була залишена на виставці, але без підпису-етикетки.

### «У канцелярії волосного писаря», 1879
В картині знайшло відбиття типове явище пореформеної дійсності — повне безправ'я селянина-трудівника, залежність його від представників місцевої влади. Картина залишалась незакінченою, однак ідейний задум її зрозуміти не важко, оскільки головні персонажі її виписані чітко й охарактеризовані досить повно.
Дія відбувається у волосній канцелярії — незатишній, по-казенному обставленій кімнаті. За великим, накритим облізлою клейонкою столом сидить молодий писар і зверхньо, навіть з відтінком зневажливості дивиться на виснаженого літнього селянина, який в принизливій позі стоїть біля дверей. Художник прагнув до лаконізму, і, можливо, саме тому зчистив уже написано було жіночу постать, яка стояла на колінах перед писарем. Колорит картини, як, власне, і всіх інших живописних творів П. Д. Мартиновича, приглушений, майже монохромний, витриманий у сірувато-коричневих тонах, що відповідає характерові сюжету.

## Галерея

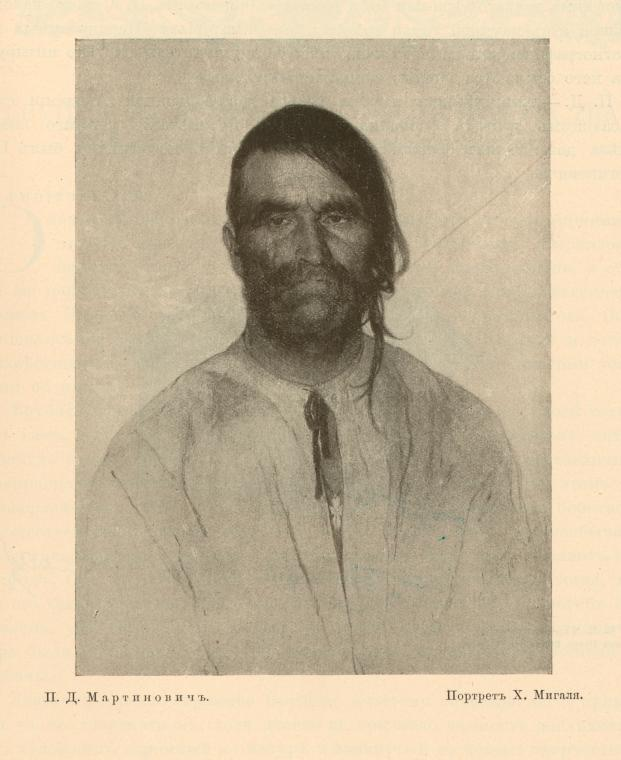
Портрет Мигаля
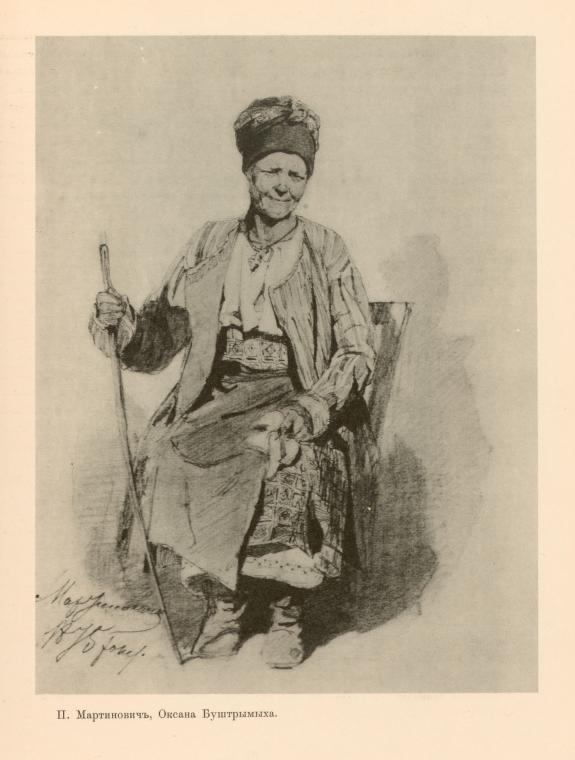
Портрет Оксани Бустрирмихи
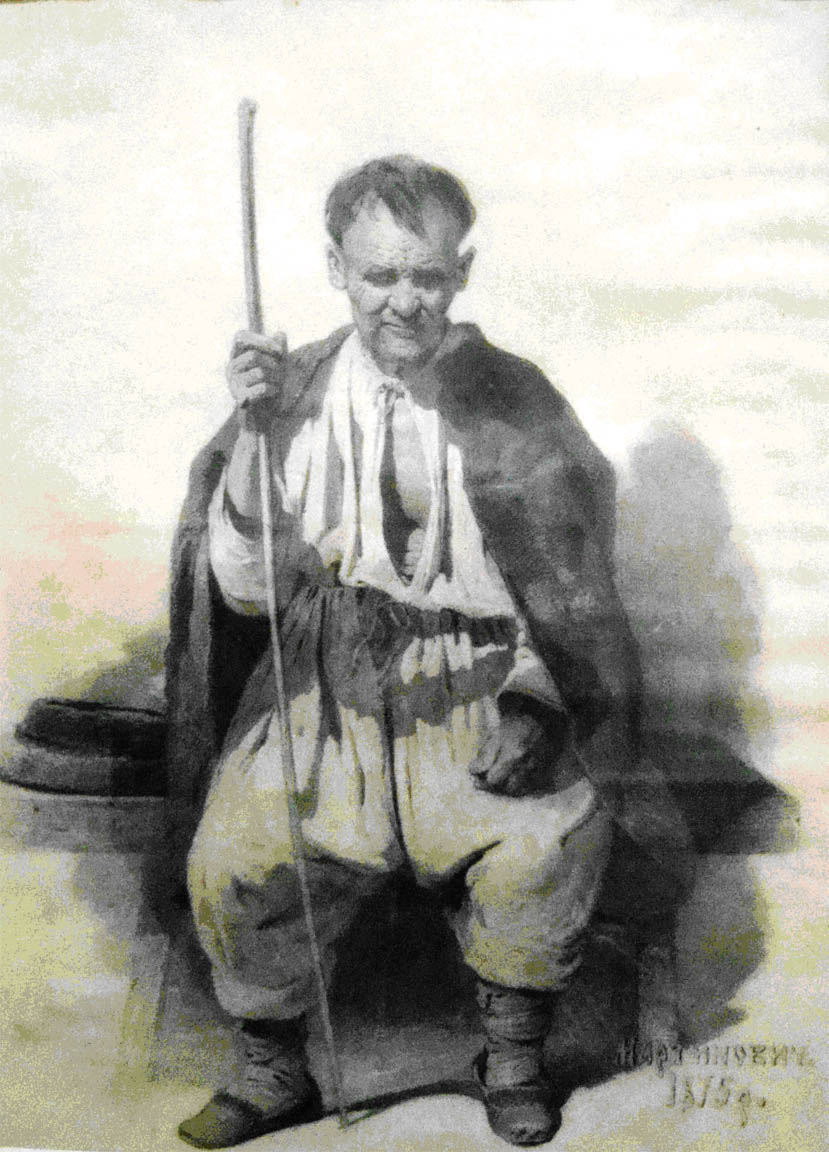
Портрет Павла Тарасенка із села Кирилівка
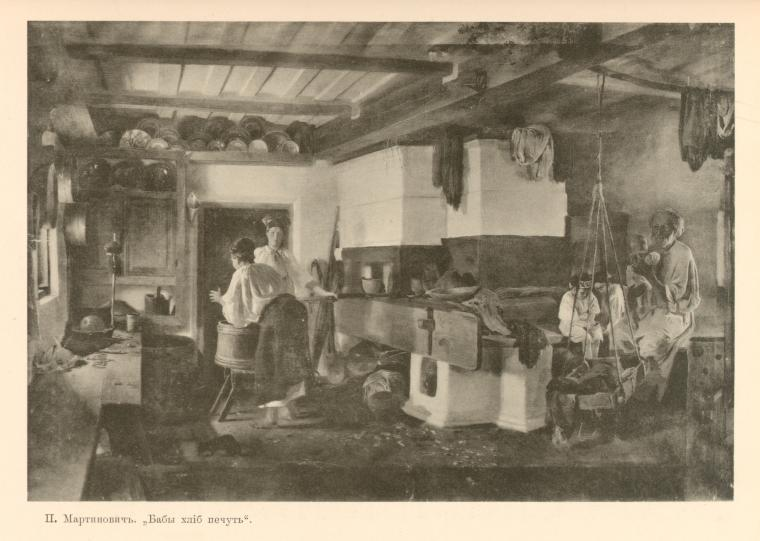
Баби хліб печуть
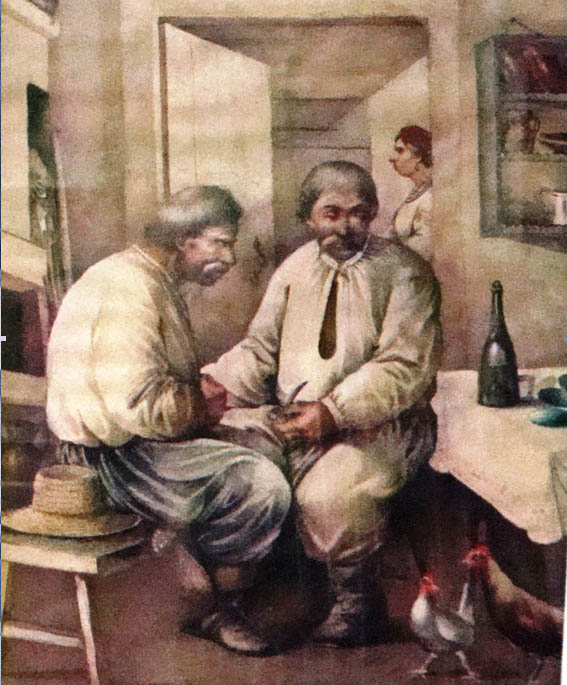
Двоє селян
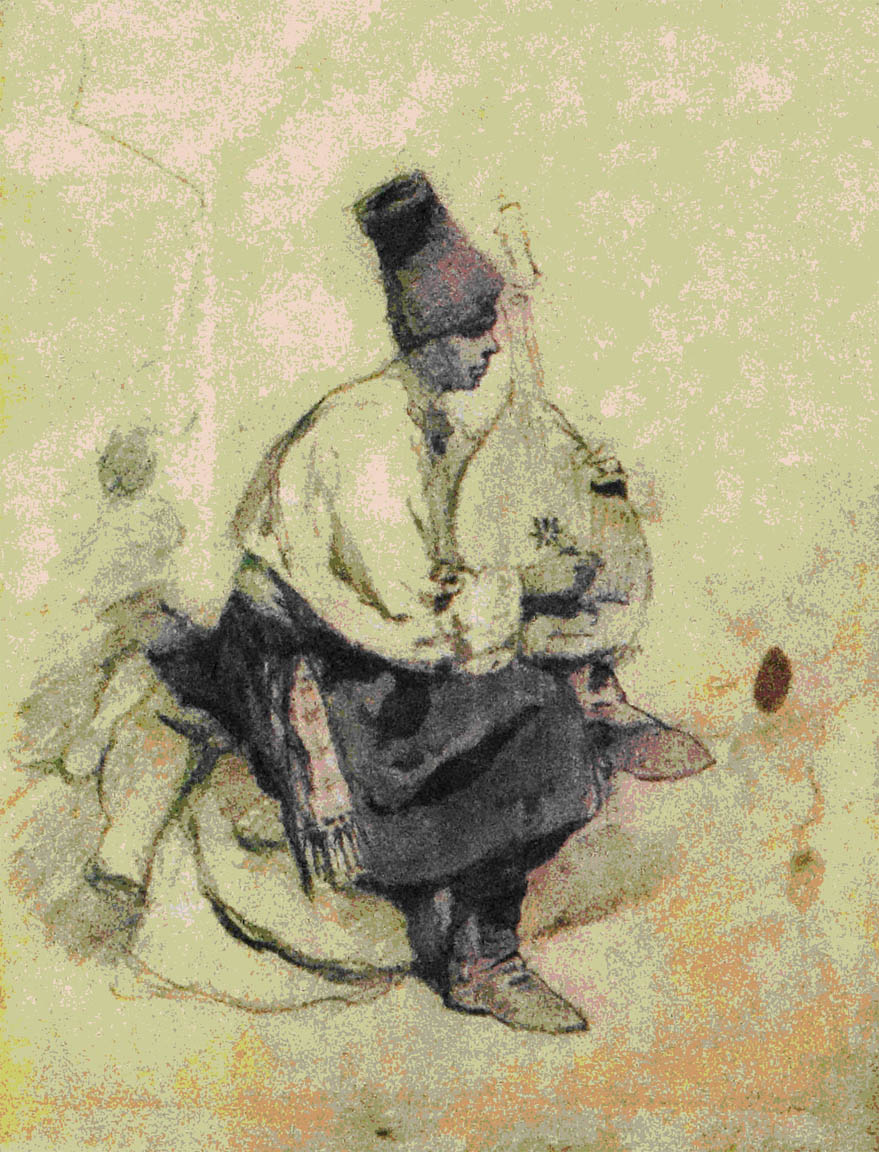
Кобзар
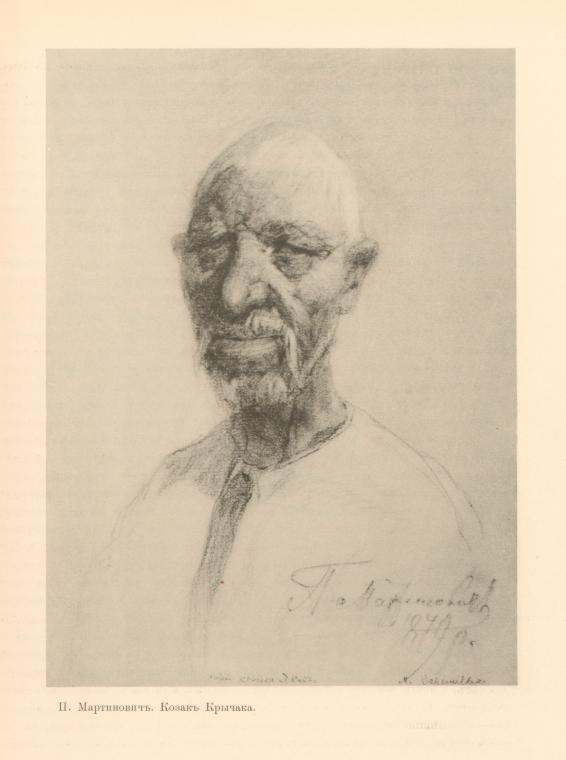
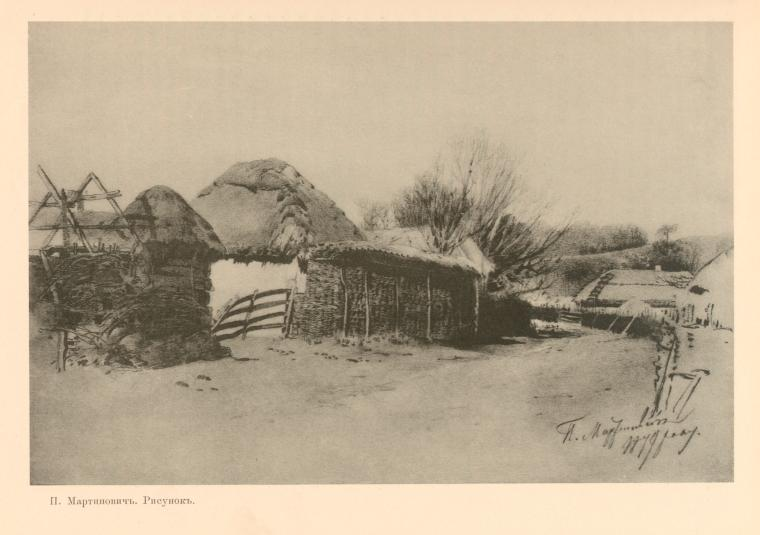
Хата
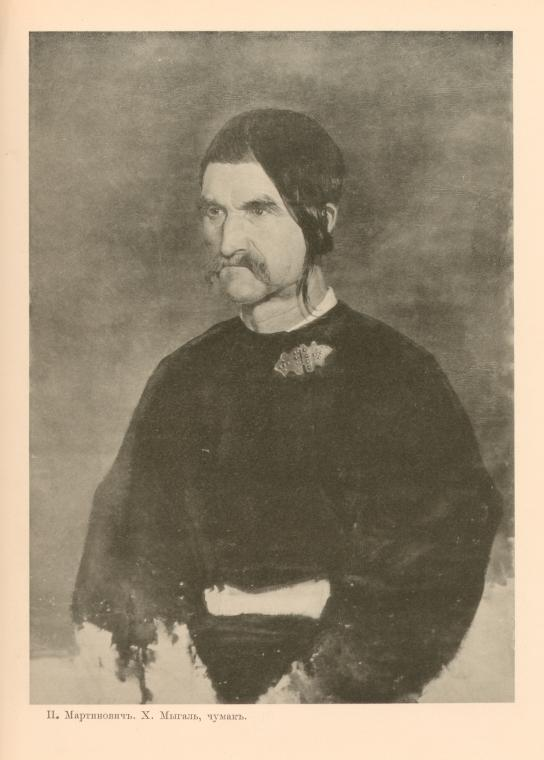
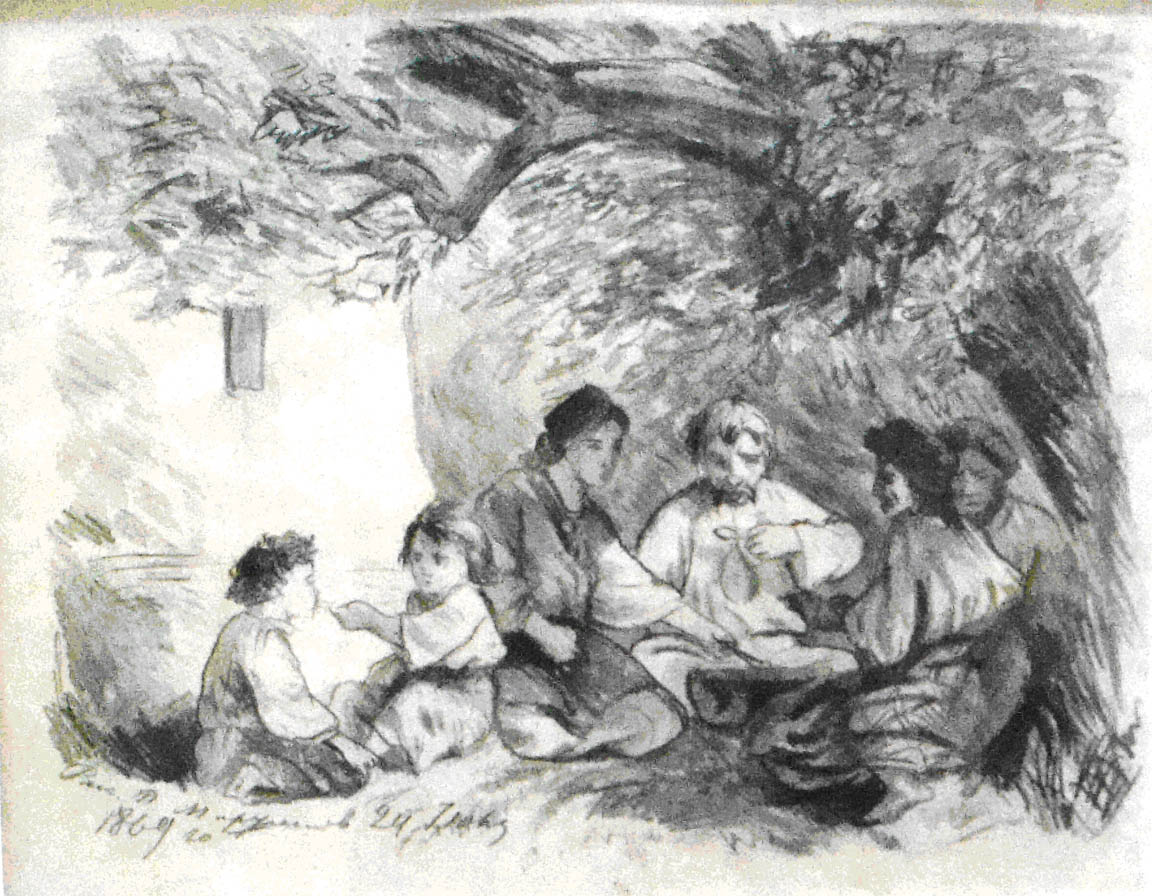
Обід
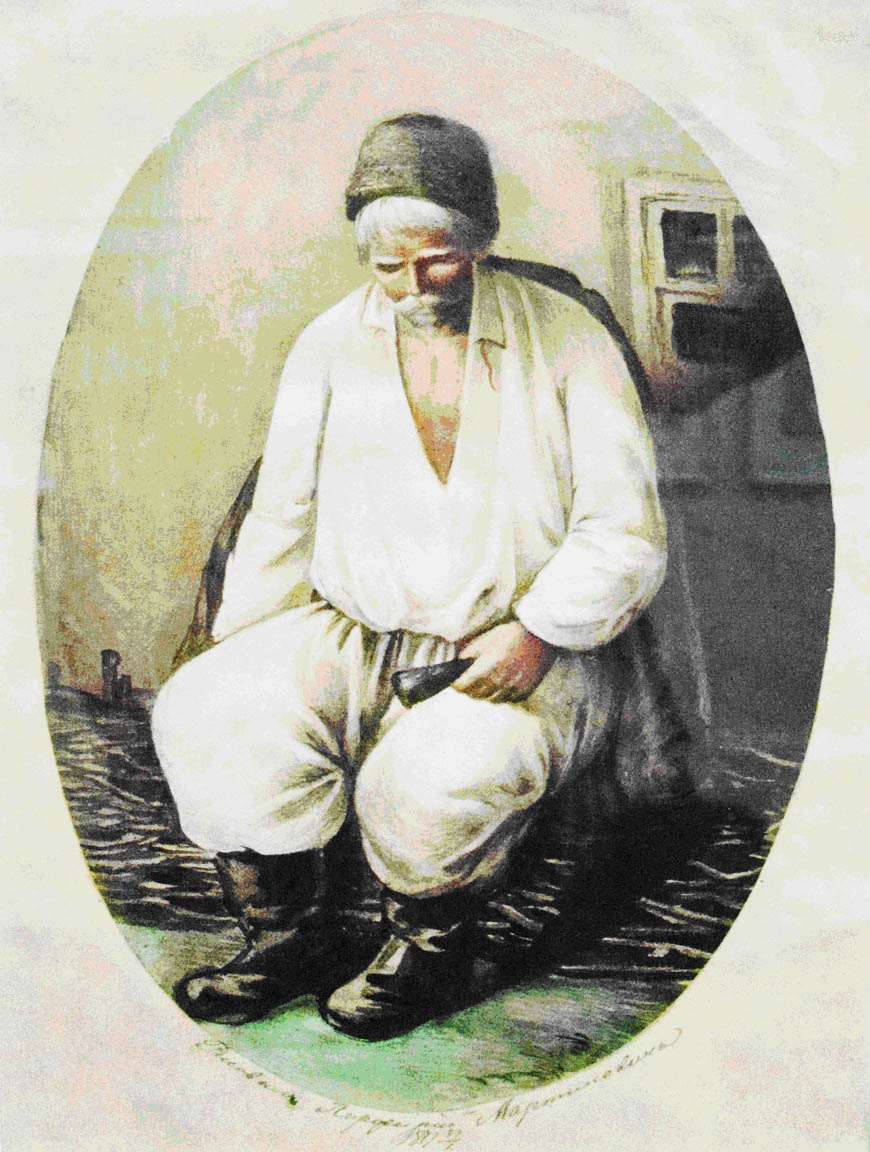
Селянин на призьбі
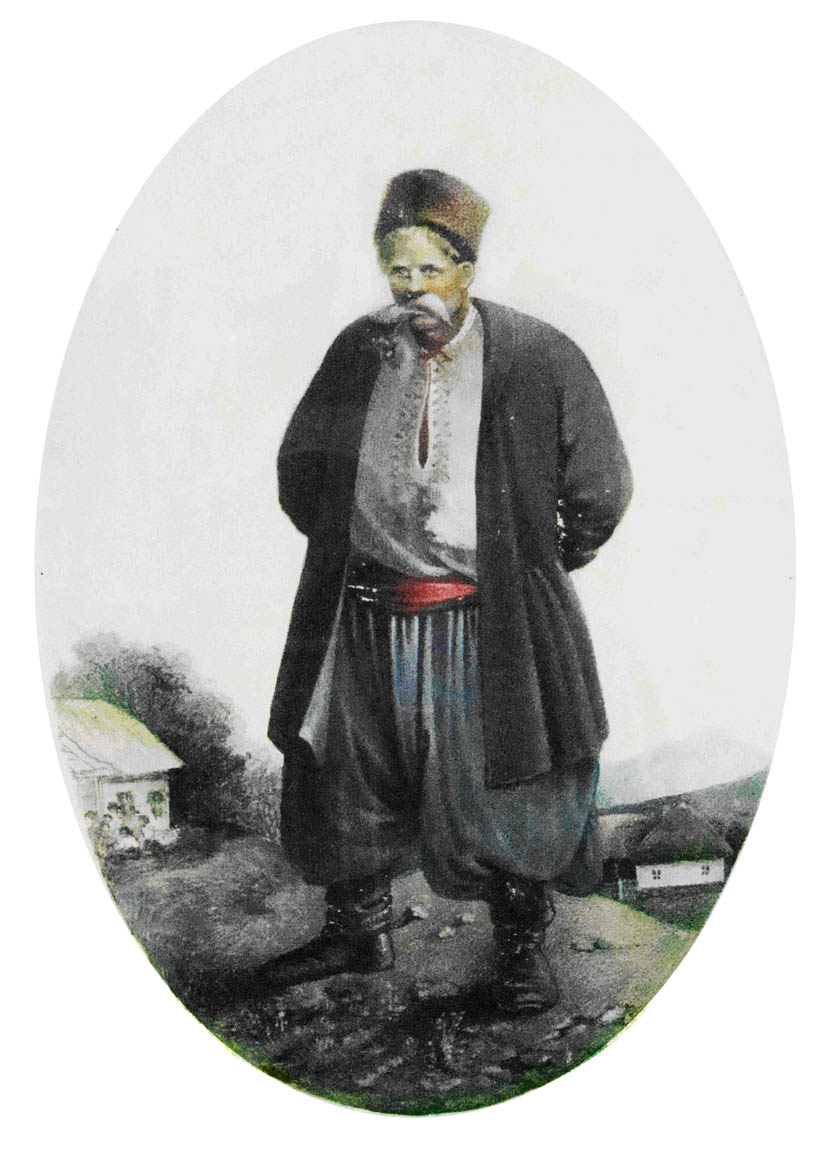
Селянин палить люльку
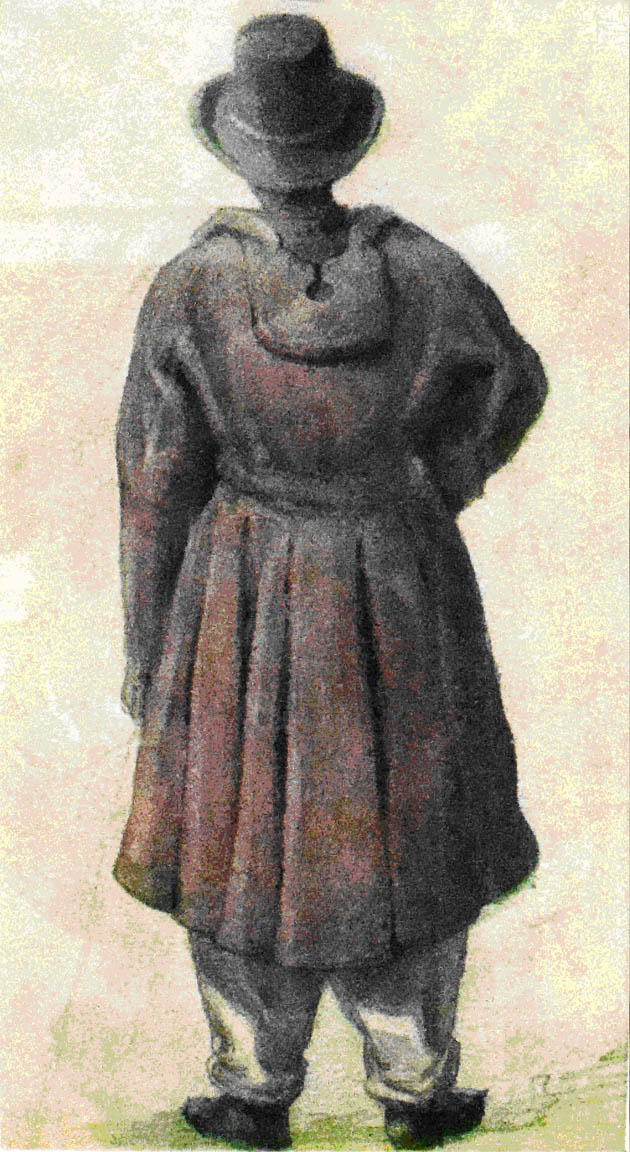
Селянин
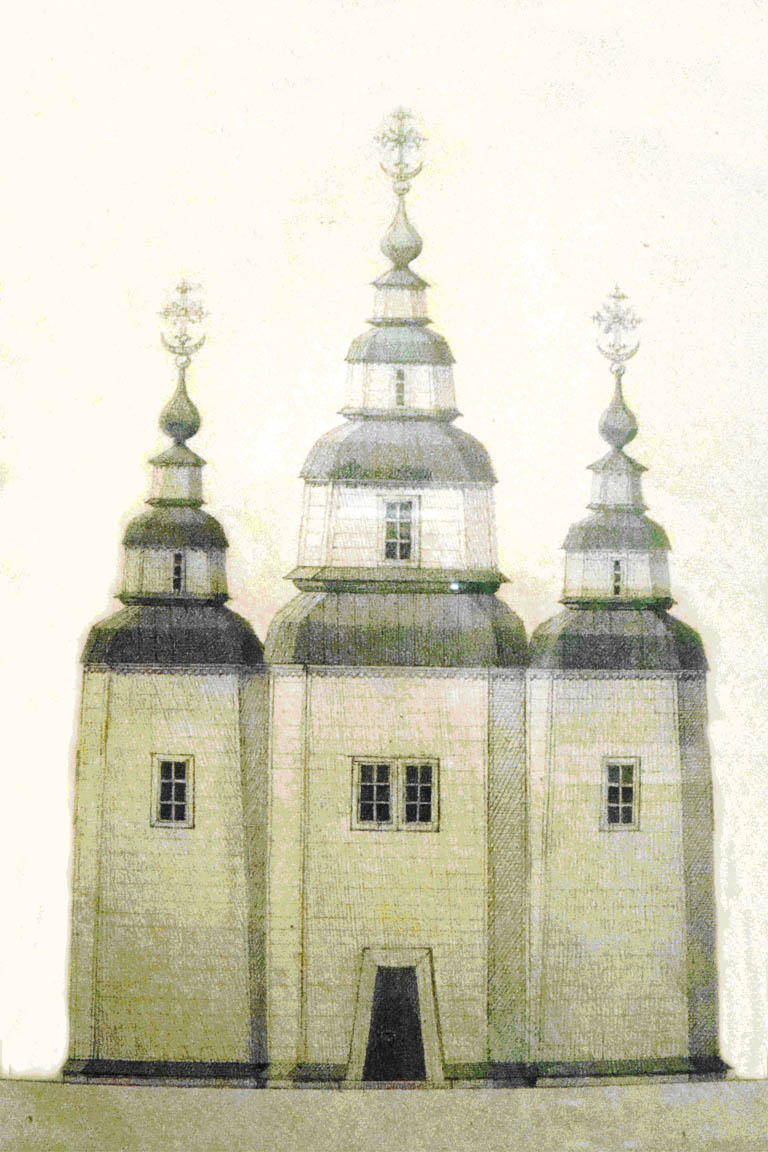
Церква святого Миколая у Лохвицях
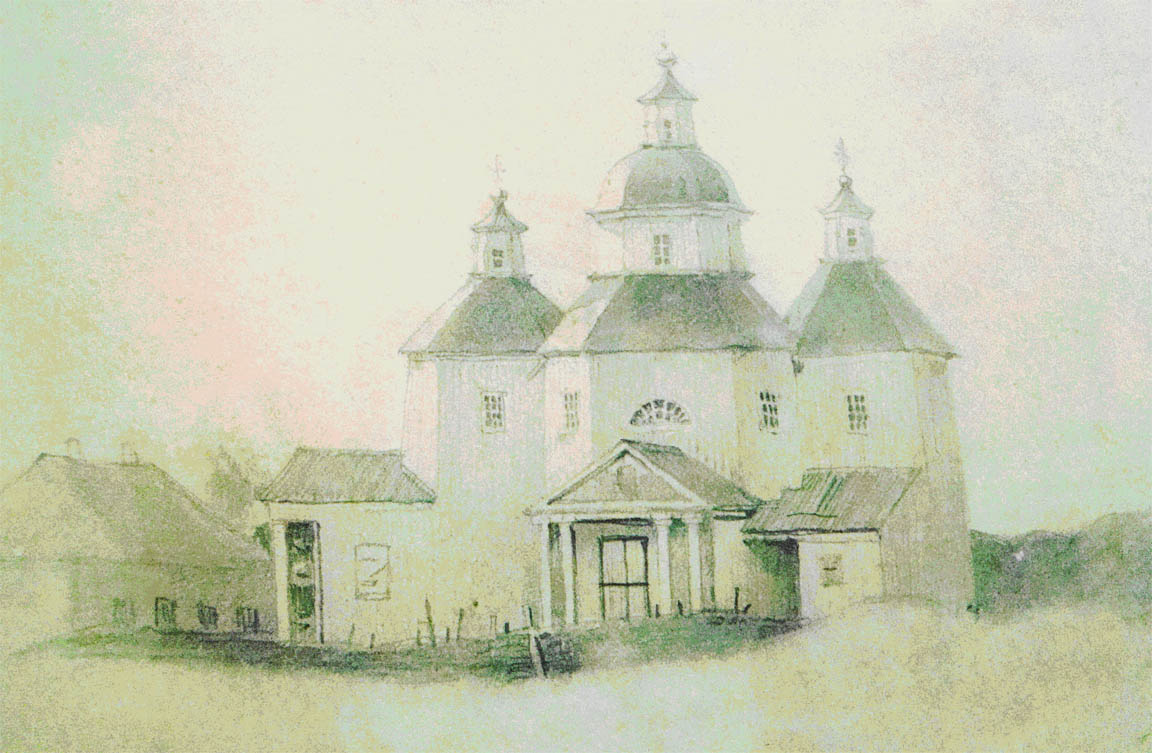
Церква святого Миколая у Вереміївці
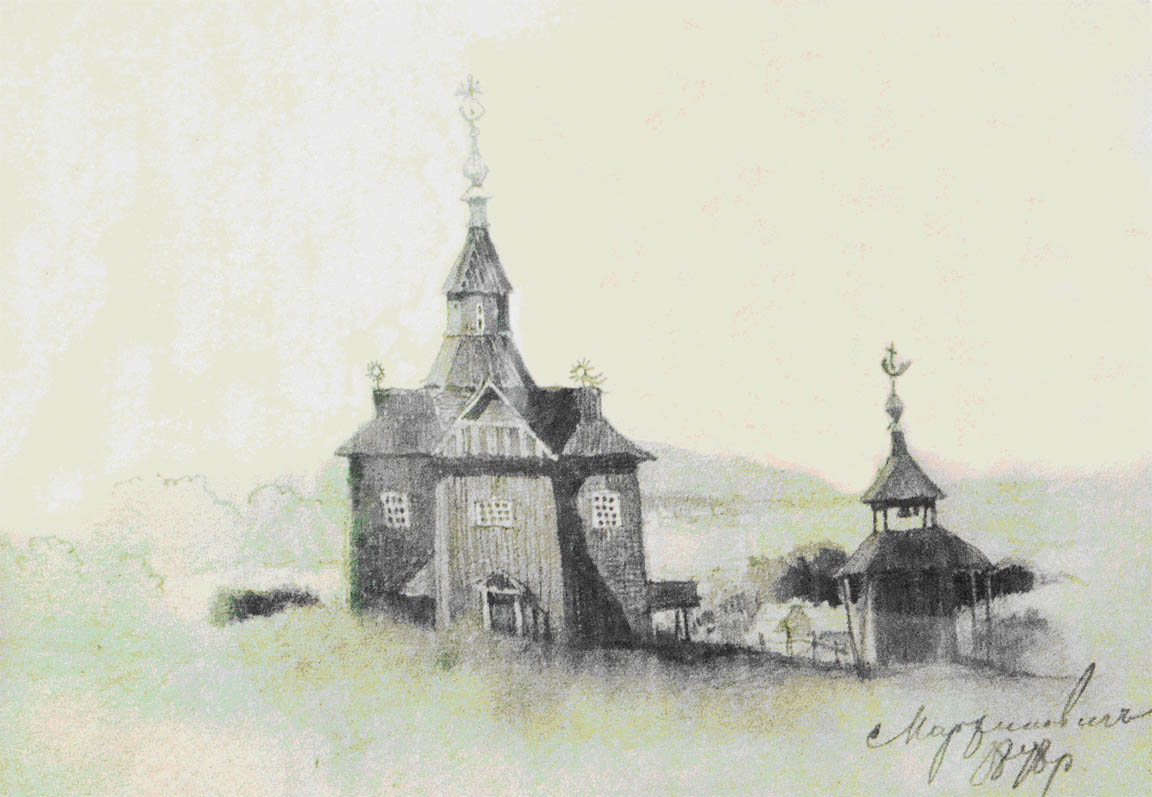
Церква з дзвінницею

## Увічнення пам'яті

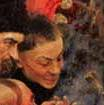
Фрагмент картини

- Ілля Рєпін взяв П. Д. Мартиновича за прототип бурсака у своїй знаменитій картині Запорожці (картина)[3][джерело не вказане 779 днів].